# Hijacintna ara
Hijacintna ara (lat. Anodorhynchus hyacinthinus) je vrsta papige pokrivena plavim perjem. To je izrazito velika leteća papiga u svijetu, a također je i ara. Nalik je kakapu, neobičnoj ptici iz Novog Zelanda koja može biti i teža od 3,5 kilograma. U smislu naziva, ova vrsta "označava" bilo koju drugu veliku vrstu papige. Generalno, može se čak i zamijeniti s vrlo sličnom vrstom, indigo arom, koja živi u rijetkim područjima Brazila. Hijacintna ara je također vrlo popularna kao kućni ljubimac. Zatočene hijacintne are vrlo često koštaju i po preko $9,000-$12,000 US.

## Opis
Može doseći visinu od čak 1 metar i težinu do 1,7 kg (najmanje 1,5 kg, najveća težina iznosi 2 kg), a raspon krila iznosi joj 120-140 cm. Ima snažni kljun koji je oblikovan poput kuke kojim može drobiti prirodne plodove, u koje se također ubrajaju sjeme i makadama lješnjaci. Njezin kljun može drobiti i tvrde plodove, poput kokosa i makadama lješnjaka, a katkad jedu voće i ostale biljne plodove. Piñon (borski lješnjaci) isto tako često jedu. Postoji osam vrsta palmi koje su hijacintnoj ari korisne. 
Njezino tijelo s perjem je solidne plave boje, s ponekim indigo nijansama. Njezin kljun je solidno crne boje koji je snažan, a prednji dio je nešto veći od stražnjeg dijela kljuna. Ima solidno okruglaste, tamne oči. Za razliku od drugih vrsta ara, poput svijetlocrvene are, hijacintna ara nema kožicu oko očiju, već se oko očiju i kljuna nalaze se žute mrlje. Rep ove are je dug i uspravan.
Na četveroprstim nogama nalaze se snažne kandže kojima se dobro drži i na tankim granama. 
Najčešće boravi na granama stabala u tropskoj tropskoj šumi. Hrani se sjemenkama i raznim plodovima. Bila je rijetka ptica, no njezin se broj znantno povećao. Njezini neprijatelji su suri orao, anakonda, ozelot (vrsta amazonske mačke) itd.

### Mladunci
Ove ptice jaja nesu uglavnom na stablu. U gnijezdu su optimalno 1 jaje, iako se mogu nalaziti i dva jaja, u nekim slučajevima. Mladunci sa svojim roditeljima ostaju sve dok ne napune 3 mjeseca, a odrasli postaju sa sedam godina. 

### Rasprostranjenost
Hijacintna ara rasprostranjena je u tri glavna područja Južne Amerike: u Pantanalu (regiji u Brazilu), istočnoj Boliviji i u sjevernoistočnom Paragvaju, u Cerrado regiji istočnog područja u Brazilu (Maranhão, Piauí, Bahia, Tocantins, Goiás, Mato Grosso i Minas Gerais), a živi i u područjima oko rijeka Tocantina, Xingu i Tapajós, i na otoku Marajó u istočnoj Amazoni u Brazilu. Vrlo je malo populacije ovih ptica u drugim područjima. Hijacintne are vole palme i tropske šume, ali i ostala poluotvorena šumska područja.